# Bertran V de la Tour
Bertran V de la Tour (a partir d'ell els senyors de la Tour foren anomenats de la Tour d'Auvergne, mort el 22 de març de 1461, va ser senyor de la Tour i de Montgascon, i després comte d'Alvèrnia i comte titular de Boulogne. Era fill de Bertran IV de la Tour, senyor de la Tour i de Montgascon, i de Maria d'Alvèrnia, comtessa d'Alvèrnia i de Boulogne. A Alvèrnia (i Boulogne nominalment) fou Bertran I.
El 1437 va defensar la vila de Corbeil assetjada pels borgonyons, manats pel seu duc, que es van haver de retirar. Fou sempre molt fidel a Carles VII de França i el 1440 el va rebre a Clarmont d'Alvèrnia on va recollir ajudes per combatre el delfí, revoltat contra el seu pare. El 1444 va acompanyar al rei a Lorena per combatre a favor del duc Renat I (duc de Lorena 1431-1453) contra els seus súbdits revoltats.
Es va casar el 1416 amb Jaumeta du Peschin († 1473), filla de Lluís, senyor del Peschin i d'Isolda de Sully, i va tenir a: 
- Bertrand VI de la Tour i II d'Alvèrnia (1417 † 1494), comte d'Alvèrnia i comte titular de Boulogne
- Jofré († 1469), senyor de Montgascon
- Gabriela († 1486), casada el 1442 amb Lluís I de Borbó († 1486), comte de Montpensier i delfí d'Alvèrnia
- Isabel († 1488), casada el 1450 amb Guillem de Blois-Châtillon († 1456), comte de Penthièvre i de Périgord, vescomte de Llemotges i senyor d'Avenes; el 1457 es va casar amb Arnald Amanieu d'Albret († 1463), senyor d'Orval i d'Esparre, fill suposat de Carles II d'Albret comte de Dreux.
- Lluïsa († 1469) casada el 1456 amb Joan V, senyor de Crequy († 1474)
- Blanca, abbadessa a Clarmont, morta després de 1472

Un fill natural, Teobald o Thibaud (+1499), fou bisbe de Sisteron.